# Smraďoch
Přírodní rezervace Smraďoch se nachází v katastrálním území Mariánské Lázně v okrese Cheb, asi 4 km severně od Mariánských Lázní.
Rezervace byla vyhlášena roku 1968 pro ochranu lesního rašeliniště, které je výjimečné svou polohou – leží v oblasti tektonického zlomu, dochází zde proto k výronům oxidu uhličitého a sulfanu (sirovodíku). Péčí o území je pověřena Správa CHKO Slavkovský les.
Území zpřístupňuje krátká, bezbariérová naučná stezka Smraďoch, po povalovém chodníku i malé rašeliniště s mofetami. Informace o vzniku mofet a původu minerálních vod jsou na instalovaném informačním panelu

## Přírodní poměry
Horninové podloží území tvoří amfibolity, částečně i chloritické břidlice mariánskolázeňského metabazitového komplexu v blízkosti okraje serpentinitového masivu Vlčího hřbetu.
Po zlomových liniích ve skalním masivu zde na povrch pronikají minerální vody a plyny, jako dozvuky třetihorní a místy ještě čtvrtohorní sopečné činnosti.
Tak vznikají drobné „bahenní sopky“, tzv. mofety, a jezírka, z nichž vycházejí plyny. Plyny tvoří oxid uhličitý a v malé koncentraci sirovodík (sulfan). Zatímco převládající oxid uhličitý je juvenilní, což znamená, že pochází z nitra země, sirovodík vzniká působením sirných bakterií v redukčním prostředí rašeliniště blízko povrchu. I když jeho koncentrace je velice nízká, jeho charakteristický zápach je cítit na velkou vzdálenost. Od silného zápachu sirovodíku pochází i jméno Smraďoch.
Kromě unikátní řasové flóry roste v tomto zvláštním biotopu řada vzácných a chráněných rostlin. Mezi ně patří například rosnatka okrouhlolistá (Drosera rotundifolia), tučnice obecná (Pinguicula vulgaris), klikva bahenní (Vaccinium oxycoccos), šicha černá (Empetrum nigrum), prstnatec Fuchsův (Dactylorhiza fuchsii) a kokořík přeslenitý (Polygonatum verticillatum). 

## Galerie

PR Smraďoch
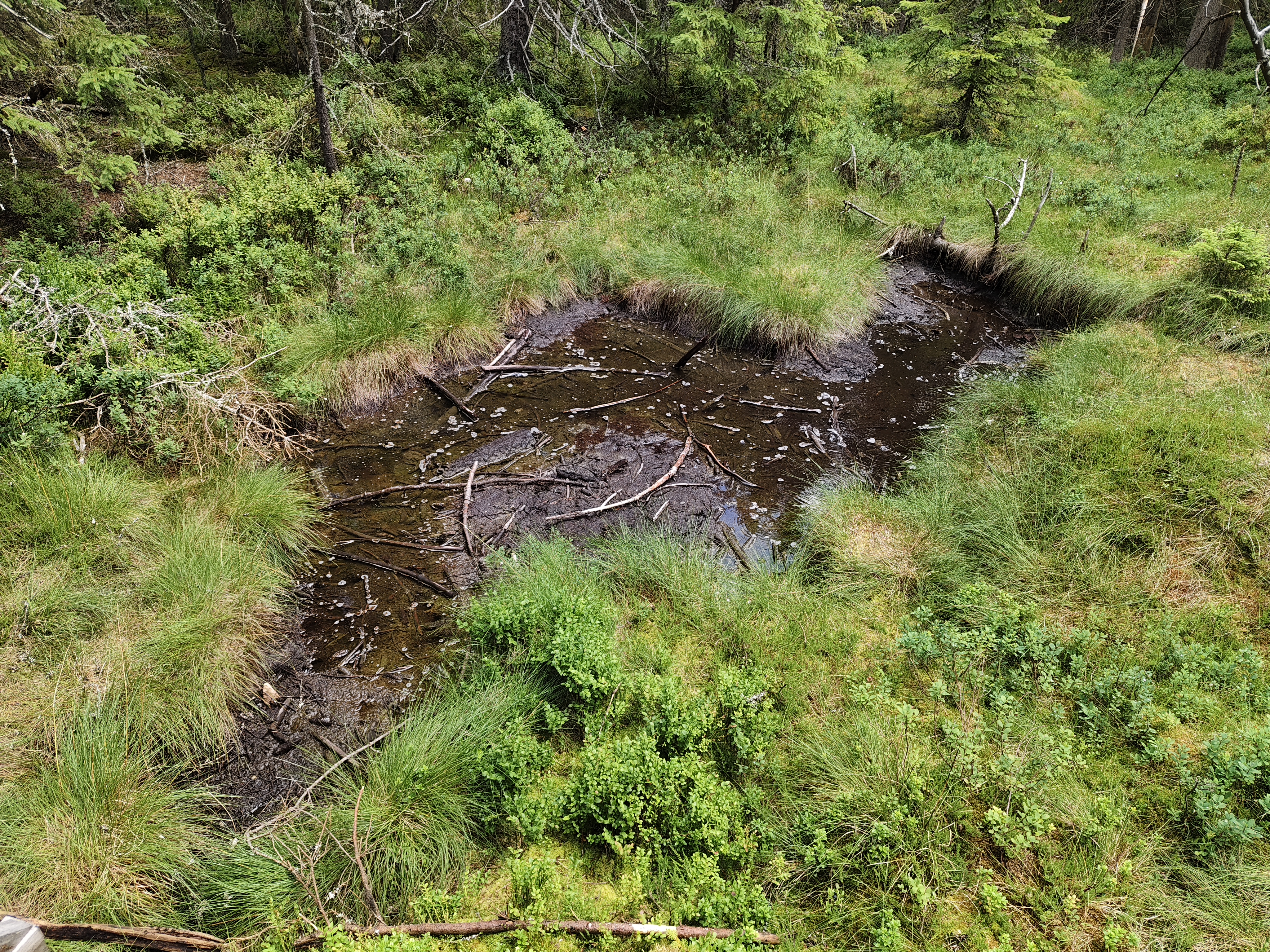
Mofety v červenci 2025
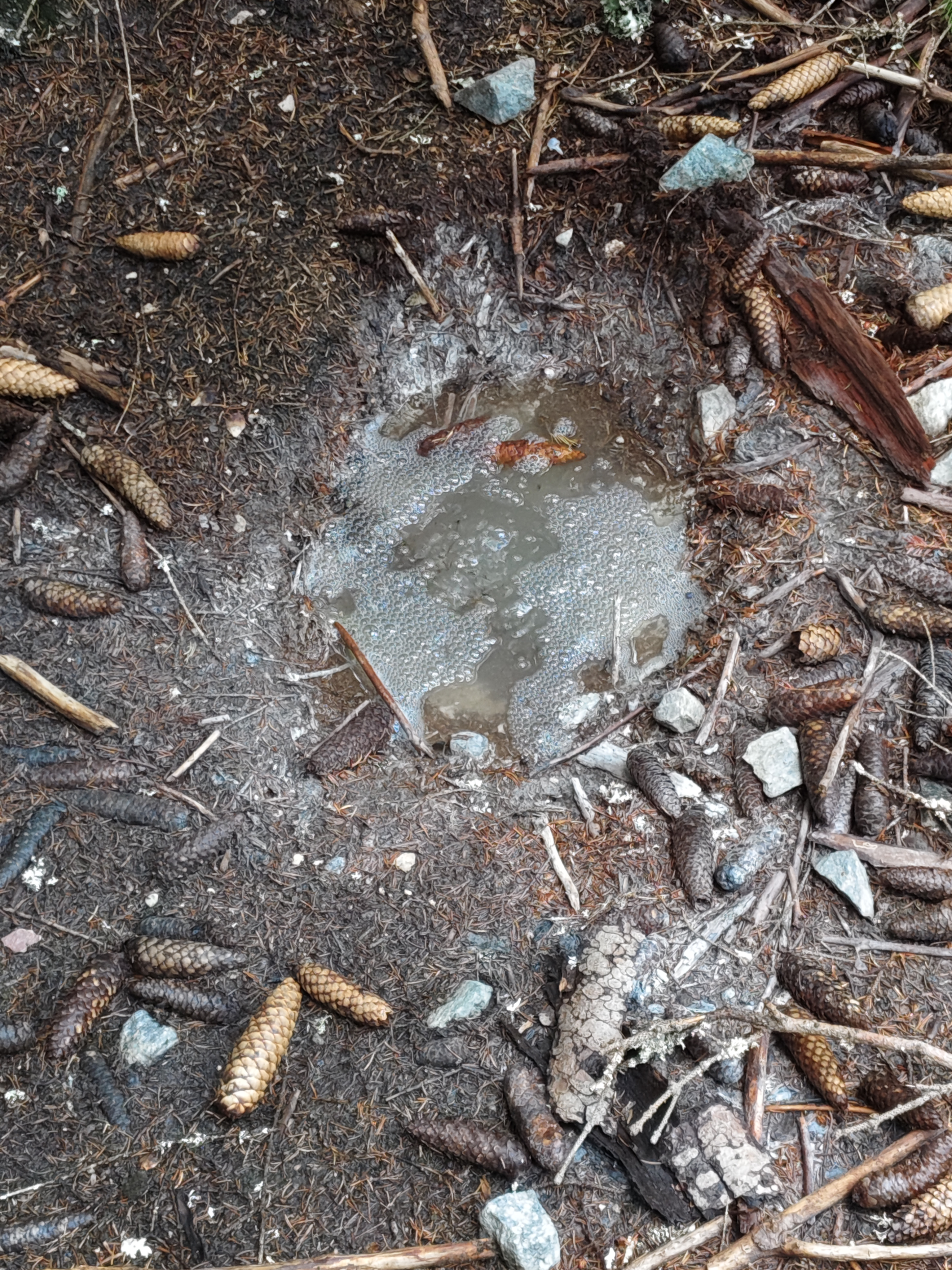
Mofety v červenci 2025
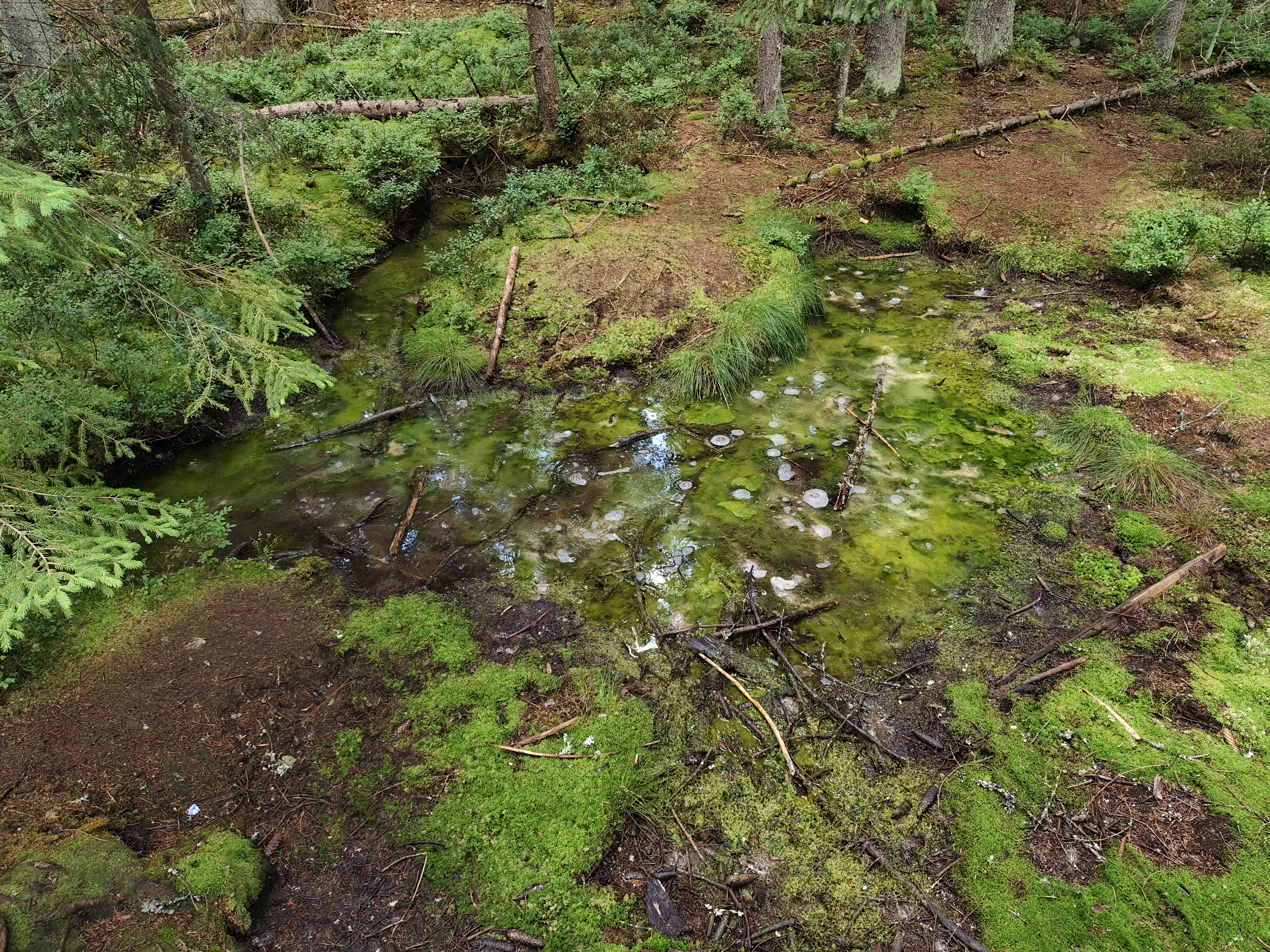
Mofety v červenci 2025
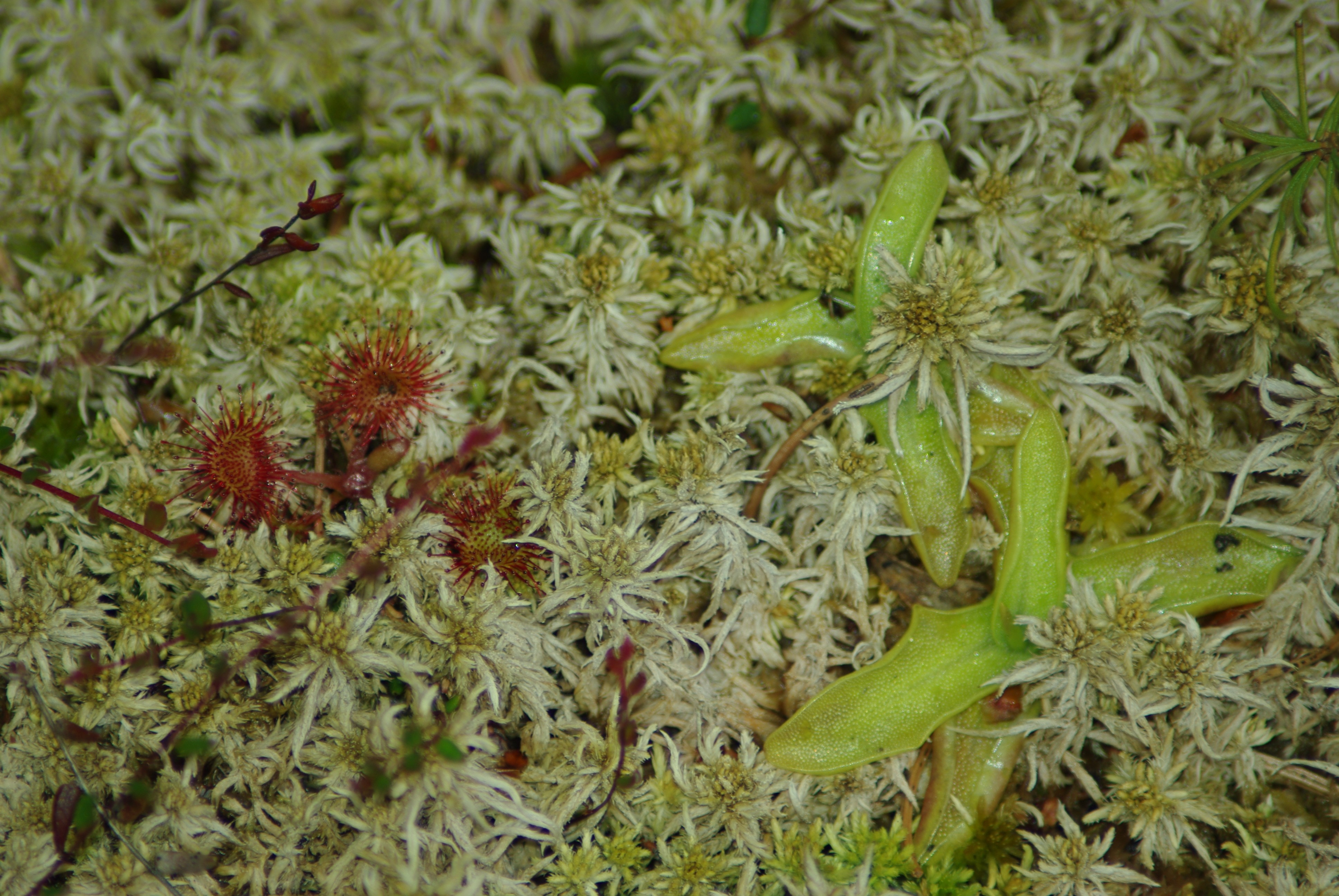
Rosnatka a tučnice